# Ievgueni Stoupine
Ievgueni Viktorovitch Stoupine (en russe : Евгений Викторович Ступин), né le 22 avril 1983 à Severodvinsk, dans l'oblast d'Arkhangelsk, est un dissident russe en exil, député à la douma de la ville de Moscou.

## Biographie
Il est diplômé en droit en 2005. Après son service militaire, il travaille d'abord au ministère de l'Intérieur de 2007 à 2010, à la commission d'enquêtes. De 2010 à 2016, est affecté au Service fédéral des huissiers de justice, où il atteint le grade d'huissier en chef adjoint de Moscou.
À partir de 2016, il est avocat spécialisé en questions pénales et environnementales. 
Elu communiste à la Douma de la ville de Moscou en 2019, il est membre des commissions sur l'environnement, la politique économique et sociale, ainsi que les associations publiques et les organisations religieuses.

## Entrée en dissidence
A la Douma de la ville de Moscou, il s'oppose au maire de Moscou qu'il accuse d'avoir dévoilé des secrets d’État, et appelle Vladimir Poutine à cesser la guerre en Ukraine et à arrêter la conscription forcée,.
Il est exclu du parti communiste de Russie en mars 2023, pour dissidence. 
Etant qualifié d'agent étranger par le gouvernement russe en juin 2023, il s'expatrie immédiatement de Russie. En septembre 2023, il prétend être en Arménie.
Réfugié en France, il intervient le 25 mai 2024 dans un meeting de la liste insoumise de Manon Aubry pour les européennes.